# Сигурност на работното място
Сигурност на работното място e вероятността работещият да запази своята работа; работа с висока степен на сигурност е такава, при която индивидът е много малко вероятно да стане безработен .
Факторите, които определят сигурността на работното място са зависими от икономиката, особено от типа национална такава, от регионалната, както и от световната. Фактори са конкретните бизнес условия за дадена страна, както и индивидуалните умения и знания. Според изследвания хората като цяло имат по-голяма сигурност на работното място при икономическа експанзия и съответно по-малко по време на рецесия. Други фактори са типовете национални икономики, както законовите и нормативни уредби и гаранции, както и социалното разбиране/отношение към темата за сигурността на работата.
Закони като Актът за граждански права от 1964 на САЩ дават повече сигурност на работното място, правейки нелегално уволняването на работещи по определени причини.